# Stipa karjaginii
Stipa karjaginii är en gräsart som beskrevs av S.G. Mussajev och Sadychov. Stipa karjaginii ingår i släktet fjädergrässläktet, och familjen gräs. Inga underarter finns listade i Catalogue of Life.